# Oedothorax
Oedothorax Bertkau, in Förster & Bertkau, 1883 è un genere di ragni appartenente alla famiglia Linyphiidae.

## Distribuzione
Le sessantacinque specie oggi attribuite a questo genere sono state rinvenute nell'intera regione olartica e nell'Africa subtropicale; le specie dall'areale più ampio sono: O. agrestis, O. apicatus, O. fuscus, O. gibbosus e O. retusus, reperite in varie località dell'intera regione paleartica.
In Italia sono stati rinvenuti esemplari di sette specie di questo genere:
- in Italia settentrionale: Oedothorax agrestis, Oedothorax fuscus, Oedothorax gibbifer e Oedothorax retusus
- in Italia centromeridionale: Oedothorax paludigena
- in più località dell'intera penisola: Oedothorax apicatus[3].

Si hanno anche notizie del ritrovamento di esemplari di Oedothorax gibbosus

## Tassonomia
Questo genere non è un sinonimo anteriore di Callitrichia Fage, 1936 secondo un lavoro dell'aracnologo Jocqué del 1983 e contra un analogo studio di Wunderlich del 1978. 
Non lo è nemmeno di Toschia Caporiacco, 1949, sebbene Wunderlich nello stesso lavoro del 1978 di cui prima, lo abbia sostenuto; su tale strada non è stato seguito da altri colleghi.
Infine non è neanche sinonimo anteriore di Trichoncoides Denis, 1950, di Paratrichoncus Miller, 1966, né di Spaniophrys Denis, 1966, come indicato in un lavoro dell'aracnologa Georgescu del 1970, contra un successivo studio di Bosmans del 1985.
A dicembre 2011, si compone di 64 specie e 1 sottospecie secondo Platnick, e di 59 specie e una sottospecie secondo Tanasevitch:
1. Oedothorax agrestis (Blackwall, 1853) — Regione paleartica
  - Oedothorax agrestis longipes (Simon, 1884) — Svizzera
2. Oedothorax alascensis (Banks, 1900)[6] — Alaska
3. Oedothorax angelus Tanasevitch, 1998 — Nepal
4. Oedothorax annulatus Wunderlich, 1974 — Nepal
5. Oedothorax apicatus (Blackwall, 1850) — Regione paleartica
6. Oedothorax asocialis Wunderlich, 1974 — Nepal
7. Oedothorax assuetus Tanasevitch, 1998 — Nepal
8. Oedothorax banksi Strand, 1906 — Alaska
9. Oedothorax brevipalpus (Banks, 1901) — USA
10. Oedothorax caporiaccoi Roewer, 1942 — Karakorum
11. Oedothorax cascadeus Chamberlin, 1948 — USA
12. Oedothorax clypeellum Tanasevitch, 1998 — Nepal
13. Oedothorax collinus Ma & Zhu, 1991 — Cina
14. Oedothorax coronatus Tanasevitch, 1998 — Nepal
15. Oedothorax dismodicoides Wunderlich, 1974 — Nepal
16. Oedothorax elongatus Wunderlich, 1974 — Nepal
17. Oedothorax esyunini Zhang, Zhang & Yu, 2003 — Cina
18. Oedothorax falcifer Tanasevitch, 1998 — Nepal
19. Oedothorax fuegianus (Simon, 1902) — Argentina
20. Oedothorax fuscus (Blackwall, 1834) — Europa, Africa settentrionale, Isole Azzorre, Russia
21. Oedothorax gibbifer (Kulczynski, 1882) — Europa, Russia
22. Oedothorax gibbosus (Blackwall, 1841)[7] — Regione paleartica
23. Oedothorax globiceps Thaler, 1987 — Kashmir
24. Oedothorax hirsutus Wunderlich, 1974 — Nepal
25. Oedothorax holmi Wunderlich, 1978 — Africa orientale
26. Oedothorax howardi Petrunkevitch, 1925[8] — USA
27. Oedothorax hulongensis Zhu & Wen, 1980 — Russia, Cina
28. Oedothorax insignis (Bösenberg, 1902) — Germania
29. Oedothorax insulanus Paik, 1980 — Corea
30. Oedothorax japonicus Kishida, 1910 — Giappone
31. Oedothorax latitibialis Bosmans, 1988 — Camerun
32. Oedothorax legrandi Jocqué, 1985 — Isole Comore
33. Oedothorax limatus Crosby, 1905 — USA
34. Oedothorax lineatus Wunderlich, 1974 — Nepal
35. Oedothorax longiductus Bosmans, 1988 — Camerun
36. Oedothorax lucidus Wunderlich, 1974 — Nepal
37. Oedothorax macrophthalmus Locket & Russell-Smith, 1980 — Nigeria, Costa d'Avorio
38. Oedothorax malearmatus Tanasevitch, 1998 — Nepal
39. Oedothorax maximus (Emerton, 1882) — USA
40. Oedothorax meridionalis Tanasevitch, 1987 — Asia Centrale
41. Oedothorax modestus Tanasevitch, 1998 — Nepal
42. Oedothorax mongolensis (Heimer, 1987) — Russia, Mongolia
43. Oedothorax monoceros Miller, 1970 — Angola
44. Oedothorax montifer (Emerton, 1882) — USA
45. Oedothorax muscicola Bosmans, 1988 — Camerun
46. Oedothorax nazareti Scharff, 1989 — Etiopia
47. Oedothorax pallidus (Bösenberg, 1902)[8] — Germania, Romania
48. Oedothorax paludigena Simon, 1926 — Francia, Corsica
49. Oedothorax pilosus Wunderlich, 1978 — Etiopia
50. Oedothorax retusus (Westring, 1851) — Regione paleartica
51. Oedothorax savigniformis Tanasevitch, 1998 — Nepal
52. Oedothorax seminolus Ivie & Barrows, 1935[8] — USA
53. Oedothorax sexmaculatus Saito & Ono, 2001 — Giappone
54. Oedothorax sexoculatus Wunderlich, 1974 — Nepal
55. Oedothorax sexoculorum Tanasevitch, 1998 — Nepal
56. Oedothorax simplicithorax Tanasevitch, 1998 — Nepal
57. Oedothorax subniger (Bösenberg, 1902)[8] — Germania, Penisola balcanica
58. Oedothorax tener (Bösenberg, 1902) — Germania, Penisola balcanica
59. Oedothorax tholusus Tanasevitch, 1998 — Nepal
60. Oedothorax tingitanus (Simon, 1884) — Spagna, Marocco, Algeria, Tunisia
61. Oedothorax trilineatus Saito, 1934 — Giappone
62. Oedothorax trilobatus (Banks, 1896) — USA, Canada
63. Oedothorax unicolor Wunderlich, 1974 — Nepal
64. Oedothorax usitatus Jocqué & Scharff, 1986 — Tanzania

### Specie trasferite
A motivo della grande variabilità dei caratteri attribuita a questo genere, le seguenti 64 specie e tre sottospecie risultano trasferite in ben 32 generi diversi:
1. Oedothorax aberdarensis (Holm, 1962); trasferita al genere Toschia Caporiacco, 1949.
2. Oedothorax alienus (Holm, 1962); trasferita al genere Callitrichia Fage, 1936.
3. Oedothorax analis (Simon, 1894); trasferita al genere Ostearius Hull, 1911.
4. Oedothorax angulituberis Oi, 1960; trasferita al genere Ummeliata Strand, 1942.
5. Oedothorax aquilonaris (L. Koch, 1879); trasferita al genere Hybauchenidium Holm, 1973.
6. Oedothorax arcuatus (Tullgren, 1901); trasferita al genere Ostearius Hull, 1911.
7. Oedothorax barbarus (Simon, 1884); trasferita al genere Lessertia Smith, 1908.
8. Oedothorax bipunctis Bösenberg & Strand, 1906; trasferita al genere Paratmeticus Marusik & Koponen, 2010.
9. Oedothorax bisignatus Mello-Leitão, 1945; trasferita al genere Theridion Walckenaer, 1805 appartenente alla famiglia Theridiidae Sundevall, 1833.
10. Oedothorax borealis (Banks, 1899); trasferita al genere Porrhomma Simon, 1884.
11. Oedothorax cacuminatus (Holm, 1962); trasferita al genere Callitrichia Fage, 1936.
12. Oedothorax concolor (Caporiacco, 1949); trasferita al genere Toschia Caporiacco, 1949.
13. Oedothorax conicus (Emerton, 1914); trasferita al genere Kaestneria Wiehle, 1956.
14. Oedothorax coronatus (Simon, 1894); trasferita al genere Nasoona Locket, 1982.
15. Oedothorax cypericolus (Jocqué, 1981); trasferita al genere Toschia Caporiacco, 1949.
16. Oedothorax digitatus (Holm, 1962); trasferita al genere Callitrichia Fage, 1936.
17. Oedothorax diversus (L. Koch, 1879); trasferita al genere Tibioplus Chamberlin & Ivie, 1947.
18. Oedothorax dubius (O. P.-Cambridge, 1898); trasferita al genere Grammonota Emerton, 1882.
19. Oedothorax ectrapelus (Keyserling, 1886); trasferita al genere Dictyna Sundevall, 1833, appartenente alla famiglia Dictynidae O. P.-Cambridge, 1871.
20. Oedothorax egenus (L. Koch, 1869); trasferita al genere Walckenaeria Blackwall, 1833.
21. Oedothorax erigonoides Oi, 1960; trasferita al genere Ummeliata Strand, 1942.
22. Oedothorax esperanzae (Tullgren, 1901); trasferita al genere Smermisia Simon, 1894.
23. Oedothorax falsificus (Keyserling, 1886); trasferita al genere Islandiana Braendegaard, 1932.
24. Oedothorax femineus Bösenberg & Strand, 1906; trasferita al genere Ummeliata Strand, 1942.
25. Oedothorax foratus Ma & Zhu, 1990; trasferita al genere Gongylidioides Oi, 1960.
26. Oedothorax formosanus (Oi, 1977); trasferita al genere Callitrichia Fage, 1936.
27. Oedothorax glabriceps (Holm, 1962); trasferita al genere Callitrichia Fage, 1936.
28. Oedothorax imulus (L. Koch, 1879); trasferita al genere Collinsia O. P.-Cambridge, 1913.
29. Oedothorax inacuminatus (Bosmans, 1977); trasferita al genere Callitrichia Fage, 1936.
30. Oedothorax incertus (Miller, 1970); trasferita al genere Callitrichia Fage, 1936.
31. Oedothorax insecticeps Bösenberg & Strand, 1906; trasferita al genere Ummeliata Strand, 1942.
32. Oedothorax kenyae (Fage, 1936); trasferita al genere Callitrichia Fage, 1936.
  - Oedothorax kenyae alticola (Holm, 1962); trasferita al genere Callitrichia Fage, 1936.
  - Oedothorax kenyae corniculatus (Holm, 1962); trasferita al genere Callitrichia Fage, 1936.
  - Oedothorax kenyae extenuatus (Holm, 1962); trasferita al genere Callitrichia Fage, 1936.
33. Oedothorax lacteovittatus Mello-Leitão, 1944; trasferita al genere Glenognatha Simon, 1887, appartenente alla famiglia Tetragnathidae Menge, 1866.
34. Oedothorax lasalanus Chamberlin & Ivie, 1938; trasferita al genere Islandiana Braendegaard, 1932.
35. Oedothorax limnaeus Crosby & Bishop, 1927; trasferita al genere Carorita Duffey & Merrett, 1963.
36. Oedothorax longistriatus Fei & Chu, 1992; trasferita al genere Gongylidioides Oi, 1960.
37. Oedothorax matei (Keyserling, 1886); trasferita al genere Ostearius Hull, 1911.
38. Oedothorax meruensis (Holm, 1962); trasferita al genere Callitrichia Fage, 1936.
39. Oedothorax michaelseni (Simon, 1902); trasferita al genere Laminacauda Millidge, 1985.
40. Oedothorax montevidensis (Keyserling, 1878); trasferita al genere Laminacauda Millidge, 1985.
41. Oedothorax obtusifrons (Miller, 1970); trasferita al genere Callitrichia Fage, 1936.
42. Oedothorax orinus Chamberlin, 1916; trasferita al genere Laminacauda Millidge, 1985.
43. Oedothorax osakaensis Oi, 1960; trasferita al genere Ummeliata Strand, 1942.
44. Oedothorax paludicola (Holm, 1962); trasferita al genere Callitrichia Fage, 1936.
45. Oedothorax pictonensis (Simon, 1902); trasferita al genere Neomaso Forster, 1970.
46. Oedothorax pictus (Caporiacco, 1949); trasferita al genere Toschia Caporiacco, 1949.
47. Oedothorax piratus (Simon, 1884); trasferita al genere Trichoncoides Denis, 1950.
48. Oedothorax quadrimaculatus Uyemura, 1937; trasferita al genere Strandella Oi, 1960.
49. Oedothorax recurvus (Strand, 1901); trasferita al genere Zornella Jackson, 1932.
50. Oedothorax redactus (Chamberlin, 1925); trasferita al genere Neriene Blackwall, 1833.
51. Oedothorax rimatus Ma & Zhu, 1990; trasferita al genere Gongylidioides Oi, 1960.
52. Oedothorax ruwenzoriensis (Holm, 1962); trasferita al genere Callitrichia Fage, 1936.
53. Oedothorax schenkeli Roewer, 1942; trasferita al genere Sciastes Bishop & Crosby, 1938.
54. Oedothorax semiflavus (L. Koch, 1879); trasferita al genere Hypselistes Simon, 1894.
55. Oedothorax silvaticus (Holm, 1962); trasferita al genere Callitrichia Fage, 1936.
56. Oedothorax spinosus (Holm, 1968); trasferita al genere Toschia Caporiacco, 1949.
57. Oedothorax submissellus Strand, 1907; trasferita al genere Zerogone Eskov & Marusik, 1994.
58. Oedothorax submissus (L. Koch, 1879); trasferita al genere Collinsia O. P.-Cambridge, 1913.
59. Oedothorax taeniatus (Holm, 1968); trasferita al genere Callitrichia Fage, 1936.
60. Oedothorax telekii (Holm, 1962); trasferita al genere Toschia Caporiacco, 1949.
61. Oedothorax tokyoensis (Uyemura, 1941); trasferita al genere Ummeliata Strand, 1942.
62. Oedothorax turritus (Holm, 1962); trasferita al genere Callitrichia Fage, 1936.
63. Oedothorax vilis (Kulczynski, 1885); trasferita al genere Tmeticus Menge, 1868.
64. Oedothorax wunderlichi Brignoli, 1983; trasferita al genere Gorbothorax Tanasevitch, 1998.

### Omonimia
- Oedothorax maculatus Wunderlich, 1974; l'esemplare esaminato è stato riconosciuto quale omonimo di O. wunderlichi Brignoli, 1983[2].

### Nomen dubium
- Oedothorax curtipes (O. P.-Cambridge, 1875); esemplare maschile, reperito in Inghilterra e originariamente ascritto al genere Neriene, poi trasferito in Gongylidium da un lavoro di Simon del 1884 e in Stylothorax da un lavoro di Reimoser del 1919; a seguito di uno studio di Bristowe del 1941, è considerato nomen dubium[2].
- Oedothorax montanus (Blackwall, 1856); esemplare maschile, reperito in Inghilterra e originariamente ascritto al genere Neriene, è stato prima inserito nel genere Centromerus da un lavoro di Dahl del 1886, poi in Kulczynskiellum da uno studio di Bösenberg del 1902 e infine nel genere Stylothorax da un lavoro di Reimoser del 1919; a seguito di uno studio di Bristowe del 1941, è considerato nomen dubium[2].

### Nomen nudum
- Oedothorax anneni Annen, 1941; questa denominazione citata dall'aracnologo Yaginuma, in uno studio di Brignoli del 1983, si è rivelata nomen nudum[2].